# Вокализација птица
Вокализација птица укључује како оглашавање тако и песму. Колоквијално, птичје песме су јако мелодичне човековом уху. У орнитологији и посматрању птица, (релативно комплексне) песме се функционално разликују од (релативно простих) оглашавања. Птичја песма је најразноврснија у реду птица певачица. Птичји вокални орган се зове сиринга и то је коштана структура на дну душника (за разлику од гласних жица на врху сисарског душника). Постоје научне хипотезе по којима је птичја песма настала као резултат сексуалне селекције, док експерименти показују да је квалитет птичје песме добар индикатор фитнеса (адаптабилности) птица.
Комуникација употребом оглашавања се остварује како између припадника исте, тако и међу припадницима различитих врста. Неке птице имају одличну вокалну мимикрију. Неке пећинске врсте, укључујући уљане птице и чиопице ( и ), користе звучне сигнале (са фреквенцијом звука од 2 до 5 ) за ехолокацију у тминама пећина. Песма различитих птица се разликује и типична је за врсту. Постоје хипотезе истраживача које тврде да научене песме омогућавају развој много комплексније песме, кроз „културолошку” (птичје заједнице) интеракцију, и тиме кроз интраспецијске дијалекте омогућавају птицама да препознају свој род и да адаптирају своју песму различитим акустичким срединама.
Стицање знања и учење песме код птица укључује групу различитих региона мозга који су повезани бројним неуропутевима. Када птице одрастају у изолацији, далеко од утицаја конспецијских мужјака, још увек певају. Песма коју тада производе се назива „изолацијска песма” и подсећа на песму дивљих птица, али је далеко мање комплексна и са мање карактеристика песме дивљих птица.
Специфичност птичјег оглашавања је то да се широко користи за идентификацију врста. Оглашавања птица описана су коришћењем речи, бесмислених слогова или линијских дијаграма. То обично укључује звуке као што су квак, чирп и чирруп. Они су јако варијабилни и зависе од маште. Поред бесмислених речи, конструисане су и граматички коректне фразе које су јако сличне вокализацији птица. На пример, пругаста сова производи мотив који неки водичи птица описују као: Ко кува за вас? Ко кува за све вас? (Who cooks for you? Who cooks for you all?), са нагласком на ’вас’. Птичја песма је интегрални део удварања птица и предзиготски механизам изолације укључен у процес специјације.

## Дефиниција
Разлика између песме и оглашавања се базира на комплексности, дужини и контексту. Песме су дуже, комплексније и и повезане су са удварањем и парењем птица, док оглашавања служе за алармирање и одржавање контаката у јату или групи. Неки аутори, као што су Хауел и Веб (1995), направили су разлику на основу функције, те се тако кратка оглашавања (код голубова) и невокална оглашавања (добошање код детлића и жуна или ударање крилима код барске шљуке у лету) могу сматрати песмом. Други аутори сматрају да мора постојати слоговна разноврсност и временска регуларност у понављајућој и променљивој схеми која дефинише звук као песму. Постоји генерална сагласност птичара (посматрачи, узгајивачи и други љубитељи птица) и орнитолога (биолога птица) шта је птичја песма, а шта су оглашавања. Са добрим водичем за птице (кључеви за препознавање птица) може се лако одредити којем типу вокализације посматрана појава припада.
Птичја песма је најразноврснија у реду птица певачица. Неке групе су готово неме, производећи само перкусионе и ритмичке звуке, као што је клепетање кљуном код рода. Код неких манакина (Pipridae) мужјаци су развили неколико механизама за производњу звука, укључујући стридулацију (производња звука трљањем одређених делова тела), који су слични механизмима који се срећу код инсеката (скакавци и зрикавци).
Мужјаци најчешће певају са неког видљивог места, док се код неких врста мужјаци оглашавају док лете. Производња звука неким механичким средствима се, за разлику од вокализације из сиринге (вокални орган код птица) или „инструменталне музике”, назива „механичка музика” — заслугом Чарлса Дарвина; од скоро је у употреби и термин „сонација”. Термин „соната” је дефинисан као продукција невокалног звука као намерно промењеног комуникативног сигнала произведеног не употребом сиринге већ кљуном, крилима, репом, стопалима или покровним перима.
У вантропској Евроазији и Америкама скоро све песме певају мужјаци, док се код тропских птица и птица појаса пустиња Аустралије и Африке подједнако и женке оглашавају песмом као и мужјаци. Ове разлике међу птицама су дуго познате и генерално су повезане са нерегуларним сезонским климатима аустралијске и афричке аридне (суве) зоне, које птице терају да се гнезде првом приликом када су повољни услови за гнежђење. Ове птице се нерегуларно гнезде, јер храна на тим местима никада није изнад минимума, па је стратегија певања оба пола у служби брзог препознавања партнера спремних за парење. Већа учесталост певања женки у тропским и аридним регионима Аустралије и Африке је највероватније повезана и са ниским морталитетом, који појачава партнерске односе у смислу дуготрајности и њихове територијалности.

## Анатомија и физиологија
Птичји вокални орган се зове сиринга и то је коштана структура на дну душника (за разлику од гласних жица на врху сисарског душника). Сиринга и окружујућа ваздушна кеса одашиљу звучне таласе који настају треперењем мембрана преко којих прелази ваздух. Високи тонови птица се контролишу стезањем мембрана, док се висина звука контролише интензитетом издисаја. Птице могу контролисати обе стране душника независно, при чему се код неких врста звук може производити у оба душника независно.

## Функција
Постоје научне хипотезе по којима је птичја песма настала као резултат сексуалне селекције, док експерименти показују да је квалитет птичје песме добар индикатор фитнеса птица. Експерименти су такође потврдили да паразити и болести могу директно утицати на карактеристике песме, као што је брзина песме, која је одличан индикатор здравља птице. Репертоар песме такође указује на фитнес (опште стање птице у смислу адаптабилности) неких врста. Способност мужјака да задржи и промовише своју територију употребом песме је такође показатељ фитнеса.
Комуникација употребом оглашавања се остварује како између припадника исте, тако и међу припадницима различитих врста. Птице комуницирају преко аларма који настаје у вокалним органима и тако реагују карактеристично за сваку опасност. Птичји аларм разумеју и други организми осим птица и тако се бране од потенцијалних опасности.
Нападачки аларми служе за регрутовање птица из околине ако је неки предатор, дневна или ноћна грабљивица, присутан. Ови крици су карактеристични по томе што имају широк спектар фреквенција, оштре почетке и завршнице и репетитивност од стране припадника других врста који могу употребити своје регрутујуће аларме и призвати још птица у одбрани и детекцији нападача и опасности. Карактеристика аларма јесте та што је то високофреквентни и продоран звук којим се птица која га производи, тешко или никако не може лоцирати.
Индивидуалне птице су можда довољно осетљиве да препознају једна другу преко алармних звукова. Многе колонијалне птице користе овакав вид оглашавања да би се лоцирале и препознале. Оглашавања су некада толико карактеристична да чак и теренски истраживачи могу да идентификују птице.
Многе птице се у дуетима оглашавају. У неким случајевима су толико добро синхронизоване да изгледа као да се једна птица оглашава. Оглашавање у дуету се среће широм многих фамилија птица, као што су препелице, жбуносврачци, брбљуше, неке сове и папагаји. Код територијалних певачица се верује да пребројавају колико симулираних упада у територију имају. То имплицира територијалну агресивност у оквиру једне врсте.
Понекад се вокализација у негнездећем периоду сматра конспецијским (унутар једне врсте) прислушкивачем. Код црноврате плаве грмуше, када мужјаци успешно заврше гнежђење, они певају својим потомцима и тиме развијају њихове вокалне капацитете, док се неуспешни гнездећи мужјаци повлаче и не певају. Песма у постгнездећем периоду ненамерно информише неуспешне мужјаке о њиховом успешном завршетку гнежђења. Социјална комуникација животиња вокализацијом информише друге припаднике исте врсте где су оптимална станишта и превентира непотребно и опасно истраживање разних вегетацијских структура у потрази за добрим стаништима.
Неке птице имају одличну вокалну мимикрију. Код неких тропских мимиктичких врста, дронгови, могу имати улогу у формирању мешовитих јата за претрагу за храном. Вокална мимикрија може да укључује конспецијске, интерспецијске (различите врсте) или чак звукове који су вештачки (звукови човекових машина). Постоје многе хипотезе које покушавају да објасне разлоге за вокалну мимикрију, где неки од извора напомињу да је ова појава пример сексуалне селекције у служби индикатора фитнеса, помажу потомцима терајући паразите или штите од предаторства, али ниједна од тврдњи није добро поткрепљена доказима. Многе птице, поготово оне које се гнезде у дупљама, познате су по продуковању змијоликог шиштања којим терају предаторе када им се приближе.
Неке пећинске врсте, укључујући уљане птице и чиопице ( и ), користе звучне сигнале (са фреквенцијом звука од 2 до 5 ) за ехолокацију у тминама пећина. Једина птица за коју се зна да користи инфразвук (до 20 Hz) јесте велики тетреб.
Аудитивни опсег птица креће се од 50 Hz (инфразвук) па до 12 kHz, са максимумом осетљивости од 1 до 5 kHz.
Опсег вредности фреквенције и висине звука у природним стаништима птица варира од станишта и амбијенталних звукова. Хипотеза о акустичној адаптацији предвиђа да, уски опсег, ниска фреквенција, дугачке и кратке етапе звука, могу бити пронађени у стаништима високе вегетацијске комплексности (апсорбују и модификују звуке), док се високе фреквенције, широк опсег, трилови и кратке и уметнуте етапе могу очекивати у отвореним и вегетацијски сиромашним стаништима. Звукови ниске фреквенције су оптимални за станишта са густом вегетацијом, јер је модулација нискофреквентног звука јако мала у таквим стаништима. Високофреквентни звуци са модулацијама су оптимални у отвореним стаништима. Акустична адаптивна хипотеза такође напомиње да се карактеристике песме могу искористити у адаптивном смислу у зависности од акустичних својстава самог станишта. Звукови кратког опсега и домета се боље и даље чују у стаништима са већом вегетацијском густином.
Такође се хипотетише о томе да је укупна доступна (остварена) фреквенција песме секвенционирана (подељена), те да је преклапање сегмената међу припадницима различитих врста редуковано, што помаже птицама у препознавању припадника своје врсте. Ова идеја је означена термином „акустична ниша”. Птице певају гласније и користе високе тонове у урбаним подручјима, док у амбијенталнијим стаништима користе ниже и тише тонове. Саобраћајна бука се показала као негативан фактор репродуктивног фитнеса велике сенице (Parsus major), због преклапања акустичних фреквенција. Повећање висине звука песме сенице враћа фитнес сеницама.

## Учење
Песма различитих птица се разликује и типична је за врсту. Међу врстама постоје разлике у комплексности њихових песама и броју врста песама које могу да певају (до 3.000 код браон ругалице — Toxostoma rufum), при чему се такве разлике јављају и међу индивидуама исте врсте. Код неколико врста, као што су птице лире и ругалице, у песмама се могу јавити убачени елементи које су птице научиле у својој животној средини (облик мимикрије), мада је можда боље то назвати присвајањем, пошто се то не преноси као знање на друге птице. Још од пре 1773. године се знало за учење птичје песме и били су рађени експерименти са потурањем птића, као на примеру са конопљарком (Carduelis cannabina) која је научила песму својих нових родитеља, пољске шеве (Alauda arvensis). Код многих врста испоставило се да је основна песма иста за све чланове врсте, где младе птице уче детаље песама од очева и да се временом те разлике повећавају, што доводи до настанка дијалеката.
Песма младих птица настаје у две етапе: сензорно учење, које укључује слушање песме оца и других припадника исте врсте и меморисање спектралног и временског квалитета песме (шаблон песме); и сензомоторно учење, које укључује репродукцију песме од стране младунца и понављање песме док се не поклопи са претходно усвојеним шаблоном. Током фазе сензомоторног учења, песма почиње високоразноврсном секвенцом названом „потпесма”, која је јако сродна брбљању код беба човека. Врло брзо песма младих птица показује одређене карактеристике имитације адултне песме, са недостатком кристално јасног звука — таква песма се назива „пластична песма”. Коначно, после два до три месеца (код неких врста и дуже), младе птице су способне да репродукују кристалну песму (кристалисано певање) адултних птица, која се карактерише спектралном и временском стереотипношћу (врло мала варијабилност у продукцији слогова и слоговном реду). Неке птице, као што су аустралијске зебице (најчешћи модели за истраживање птичје песме), имају преклапање сензорне и сензомоторне фазе учења песме.
Истраживања су показала да стицање знања о песми захтева моторичко учење коју укључује регион базалних ганглија. Даље, ПОП (в. одељак Неуроанатомија) се сматра хомологном са сисарским моторним неуронским путем који је настао у церебралном кортексу и пружа се дуж нервног стабла, док се АПП сматра хомологним сисарским кортикалним путем преко базалних ганглија и таламуса. Модел моторичког учења птичје песме је добар за прављење модела учења говора код човека. Код аустралијских зебица је учење песме лимитирано на прву годину живота и такве се врсте називају узрасно ограничени ученици. Друге врсте, попут канаринаца, развијају пуну песму тек као сексуално зрели адулти, обележени термином узрасно неограничени ученици.
Постоје хипотезе истраживача које тврде да научене песме омогућавају развој много комплексније песме, кроз „културолошку” (птичје заједнице) интеракцију, и тиме кроз интраспецијске дијалекте омогућавају птицама да препознају свој род и да адаптирају своју песму различитим акустичким срединама.

## Неуроанатомија
Стицање знања и учење песме код птица укључује групу различитих региона мозга који су повезани двама неуропутевима:
- Антериорни предњомождани пут (АПП): састављен до региона X, хомолог сисарским базалним ганглијама; латералног дела магноцелуларног језгра неурона Аnterior nidopallium (LMAN), сматра се делом базалних ганглија птица; и дорзолатералне преграде средњег таламуса (DLM).
- Постериорни опадајући пут (ПОП): чини га HVC (право име, иако се понекада односи на високо вокални центар); робусно језгро акропалијума (RA); трахесирингални део подждрелног језгра (nXIIts).[66][67]

Постериорни опадајући пут (ПОП) неопходан је птици за нормалну продукцију песме, док је антериорни предњомождани пут (АПП) неопходан за пластичност учења код младих птица и одржавања способности учења код одраслих, али не и за продукцију песме адулта.
Оба неуролошка пута у систему почињу у нивоу високог вокалног центра, HVC региона, који преноси информације како на RA регион тако и на регион X на крају предњег мозга. Информације из ПОП-а одлазе са региона HVC до региона RA, а одатле до трахесирингалног дела подждрелног нерва (nXIIts), који даље контролише контракције мишића сиринге.
Информације из антериорног предњоможданог пута (АПП) одлазе из HVC региона до Региона X (базална ганглија), а одатле до DLM (таламус), а са њега до LMAN, који повезује путеве вокалног учења и вокалне продукције који се даље преспаја са регионом RA. Неки истраживачи су поставили модел у коме веза између LMAN и RA носи инструктивни сигнал заснован на оцени звучног одговора (у експерименту поређењем песме сове са меморисаним шаблоном песме), који адаптивно мења моторички програм излазне песме. Генерације оваквих инструктивних сигнала могу бити упрошћене аудиторним нервима из региона X и LMAN, који показују селективност за темпоралне квалитете личне песме сове (BOS) и песме која се учи, и тиме омогућавају прављење платформе за компарацију личне песме и песме коју птице уче.
Друга садашња истраживања су почела да истражују ћелијске механизме који истичу HVC регион као контролора временских шаблона структуре птичје песме и регион RA као контролора продукције слогова.
Структуре мозга укључене у оба пута показују сексуални диморфизам код многих врста, што узрокује различито певање мужјака и женки. Неки од облика оваквог диморфизма у мозгу су величина неуројезгара, број присутних неурона и број неурона који повезују једно језгро са другим. Код екстремног облика диморфизма аустралијске зебе (Taeniopygia guttata), врсте код које само мужјак пева, величина региона HVC и RA су најчешће од три до шест пута већи код мужјака, док се регион X скоро не примећује код женки. Истраживања су показала да излагање стероидним хормонима током раног развоја може довести до промене величине ових региона. Женкама зебица третираним естрадиолом по излегању, а потом третираним тестостероном или дихидротестостероном (DHT) током одраслог доба, могу се изазвати развоји региона RA и HVC на исти начин као и код певајућег мужјака. Хормонска терапија не прави идентичним мужјаке и женке. Нека истраживања показују контрадикторне резултате у односу на оно што се веровало да је диференцијација полова. На пример, кастрирани мужјак зебице или третиран стероидним инхибиторима по излегању, развија нормално мужевно певајуће понашање. Ово сугерише да постоје и други фактори, као што су активација гена на хромозому z, који могу да играју улогу у нормалном развоју мужјачке песме.
Хормони имају активирајућу улогу у певању адултних птица. Код канаринаца (Serinus canaria), женке најчешће знатно мање комплексно певају од мужјака. Међутим, када се одраслим женкама дају андрогени (мушки) хормони, фреквенција њиховог певања се мења и постаје иста као и код мужјака. Даље, одрасле женке, инјектиране андрогеним хормонима показују повећање у регионима HVC и RA. Мелатонин је још један хормон за који се верује да има утицај на учење песме код одраслих птица, јер се код многих птица у неуронским језгрима за песму срећу рецептори за мелатонин. Код чворка (Sturnus vulgaris) и врапца покућара (Passer domesticus) показано је да постоји промена у регионима мозга одговорних за песму због разлике у количини синтетисаног мелатонина када су птице биле изложене мраку. Ово сугерише да је мелатонин одговоран за сезонске промене певајућег понашања код певачица које живе на местима где долази до драстичних промена дужине дана током године. Неке друге студије су се бавиле сезонским променама морфологије можданих структура у оквиру система одговорног за певање и пронашле да се код одраслих птица ове промене дешавају услед промене дужине дана, хормоналних промена и промене понашања.
Ген FOXP2, који утиче и на развој говора и на разумевање језика код човека, постаје високо испољен у региону X током периода интензивног учења песме код младих зебица и одраслих канаринаца.

## Одговарање звуком у процесу учења песме
Ранији експерименти Торпеа из 1954. показали су битну улогу могућности да птица чује песму онога ко је учи. Када птице одрастају у изолацији, далеко од утицаја конспецијских мужјака, још увек певају. Песма коју тада производе се назива „изолацијска песма” и подсећа на песму дивљих птица, али је далеко мање комплексна и са мање карактеристика песме дивљих птица. Значај тога да птица може да чује сама своје певање у току сензомоторне фазе учења је открио истраживач Кониши. Птице је оглувљивао током периода кристализације песме и њихове песме су се знатно разликовале од песама дивљих птица, или „изолационе песме”. Од открића резултата ових истраживања, истраживачи су радили на откривању неуронских путева који омогућавају сензорне и сензомоторне фазе учења и посредовање у усклађивању сопствене песме и меморисаног шаблона песме.
Неколико студија током протеклих деценија размотрило је неуронске механизме учења птица прављењем лезија на релевантне структуре мозга укључене у производњу или одржавање песме. Други експериментални приступ је био снимање певања и репродукција снимка док птица пева, што изазива узнемиравајуће звучне одговоре (птица чује суперпозицију своје песме и фрагментирани део претходног слога песме). После истраживања Кети и Ернеста Нордина, који су дошли до изузетног открића да је звучни одговор неопходан за одржавање кристализованог стања адултне песме, Леонардо и Кониши (1999) дизајнирали су протокол ометања звучног одговора како би истражили улогу повратних информација у одржавању песме одраслих птица, а све то не би ли истражили како песма одрасле птице пропада после продуженог периода ометања звучног одговора и открили степен до којег је повратак на кристализовану песму реверзибилан по прекиду ометања звучног одговора.
Брејнард и Дуп (2000) поставили су модел по коме LMAN игра главну улогу у корекцији грешака, који ради по принципу детекције разлика између песме произведене вокалним апаратом птице и меморисаним шаблоном, те потом шаље сигнале за исправку до структура у мозгу које модификују моторички програм продукције песме. У другим студијама они су показали да док траје заглушивање одрасле птице, долази до губитка стереотипности песме због измењених звучних повратних информација и неадаптивних промена моторног програма. Оштећење LMAN региона код одраслих птица, које су претходно биле заглушене, доводи до стабилизације песме (LMAN оштећења код заглушених птица спречавају даље пропадање слоговног израза и структуре песме).
Тренутно постоје два супротстављена модела који објашњавају улогу LMAN региона у прављењу сигналне инструкције за поправљање грешке и њеног пројектовања на моторички центар одговоран за продукцију звука:
- Сопствена песма птице (BOS) — наштимовани модел корекције грешке

Током певања, активација LMAN неурона ће зависити од подударности повратног звучног одговора са песмом коју пева и меморисаним шаблоном који треба да ископира, наученим од родитеља или друге птице.
- Модел одводне копије поправљене грешке

Еферентна (одводна) копија моторичке команде за производњу звука је основа за корекцију сигнала у реалном времену. Током певања, активирање LMAN неурона зависиће од моторних сигнала употребљених за продукцију песме и наученог предвиђања очекиваних звучних повратних информација заснованих на тој моторној команди. Исправка грешке би се дешавала брже у овом моделу.
Леонардо је директно тестирао ове моделе тако што је снимљене врхове звучних сигнала појединачних LMAN неурона певајућих одраслих зебица упоређивао са нормалним и ометеним повратним звучним одговором. Његови резултати нису потврдили (BOS) наштимовани модел корекције грешака, пошто је стопа ексцитираности LMAN била непромењена и захваћена у звучном повратном одговору, па отуда сигнал грешке генерисан LMAN неуронима није повезан са звучним одговором.

### Неурони огледала и учење песме
Неурон огледала је неурон који се ексцитира када индивидуа направи неки покрет или када она сматра да исту акцију врши неко други. Ови неурони су откривени на макаки мајмунима, али последња истраживања сугеришу да она могу бити присутна у другим организмима, као што су људи.
Неурони огледала имају следеће карактеристике:
- лоцирани у премоторном кортексу;
- имају и сензорну и моторну функцију;
- они су специфични за акцију — неурони огледала су активни само када појединац обавља или посматра одређену врсту акције (хватање објекта).

Пошто имају и сензорну и моторичку функцију, неки аутори наводе да огледало неурони могу служити за мапирање сензорних искустава на моторним структурама. Ово има импликације на учење песме код птица — многе птице зависе од звучног повратног одговора да би изградиле или одржавале своју песму. Ови неурони можда посредују у компарацији онога што птице чују, са оним шта су меморисале као шаблон за песму у односу на оно шта продукују.
У потрази за аудио-моторним неуронима, Џонатан Пратер је, са колегама на Универзитету Дјук, снимио активност појединачног неурона HVCs региона мочварног врапца. Они су открили да су неурони који преносе информације са HVC на регион X ( неурони) високореагујући када птица чује снимак свог певања. Ови неурони такође реагују са истим шаблонима када птица пева ту исту песму. Мочварни врабац има 3—5 различитих песама и неуронска активност зависи од тога која се песма пева или чује.  неурони се активирају као одговор на саму презентацију или извођење једне од песама, тј. на примарни тип песме. Они су такође временски селективни, палећи се само на одређене слогове песама.
Пратер et al. је нашао да током кратког периода пре и после певања, његови  неурони постају неосетљиви на звучни стимулус. С тим у вези, птица постаје „глува” на своју песму. Ово сугерише да ти неурони производе „последично пражњење”, што омогућује директно поређење произведеног моторног и аудитивног инпута. Ово је можда механизам који објашњава учење кроз повратни звучни одговор. Ово се такође слаже са Леонардовим (2004) еферентним копијама модела корекције погрешци током учења и продукције песме.
Свеукупно,  аудитивни моторни неурони код мочварног врапца су јако слични са визуелним моторним неуронима откривеним међу приматима. Карактеристике  неурона су:
- лоцирани су у премоторној зони мозга;
- имају и моторичку и сензитивну улогу;
- специфични од акције — реагују само на основни тип песме.

Функција огледало неурона још увек није најјаснија. Неки сугеришу да имају битну улогу у разумевању акција других бића, имитирању, теорији ума и лингвистичког учења — мада, тренутно постоји јако мало неуропсихолошких доказа који подржавају ову теорију. У вези са птицама је могућност да неуронски систем огледала служи као општи механизам који подразумева вокално учење, али је потребно даље истраживање. Поред импликација на учење песама, неуронски систем огледала такође може играти и улогу у територијалном понашању, као што је подударање песама.

## Идентификација и систематика
Специфичност птичјег оглашавања је то да се широко користи за идентификацију врста. Оглашавања птица описана су коришћењем речи, бесмислених слогова или линијских дијаграма. То обично укључује звуке као што су квак, чирп и чирруп. Они су јако варијабилни и зависе од маште. Поред бесмислених речи, конструисане су и граматички коректне фразе које су јако сличне вокализацији птица. На пример, пругаста сова производи мотив који неки водичи птица описују као: Ко кува за вас? Ко кува за све вас? (енгл. Who cooks for you? Who cooks for you all?), са нагласком на ’вас’.
Употребу спектрограма за визуализацију птичје песме је први започео Торп. Ове визуелне презентације се зову и сонограми и сонаграми. Од 1983, водичи за птице користе сонограме за документацију оглашавања и песама птица. Сонограм је објективан, за разлику од описних фраза, али правилно тумачење захтева искуство. Сонограми се могу грубо претворити у звук.
Птичја песма је интегрални део удварања птица и предзиготски механизам изолације укључен у процес специјације. Многе алопатричке подврсте показују разлике у оглашавању. Управо је оглашавање било разлог за предлог о дељењу специјског комплекса као што је пример род жбуношева (Mirafra).
Апликације паметних телефона као што је „Bird Song ID USA” и „Merlin Bird ID” омогућавају аутоматско препознавање птица по оглашавању.
Апликације за препознавање оглашавања птица заснивају се на спектрографској анализи звука: снимају неколико оглашавања, проналазе појединости оглашавања које их разликује и потом траже у бази података подударања.

## Снимање
Први снимљени аудио-запис птице је из 1889. године, а направио га је Лудвиг Карл Кох који је постао познати сниматељ и водитељ Би-Би-Сијевих емисија о природи.

## Језик (лингвистика) птица
Птичји језик је одувек тема анегдота и спекулација, верујући да оглашавања имају значења која се могу тумачити. Домаће кокошке имају препознатљива оглашавања за предаторе из ваздуха и са земље, и на такве аларме одговарају на одређени начин. Међутим, језик има поред речи и граматику (тј. структуру и правила). Студије које би показале постојање језика биле су тешке за разумевање због опсега могућих тумачења. Истраживање папагаја Ајрин Пеперберг тврди да постоји урођена способност птица ка граматичким структурама, укључујући и постојање концепата као што су именице, придеви и глаголи.
Термин  птичји језик  се такође може неформално односити на обрасце у вокализацији птица којима се преносе информације другим птицама или другим животињама.

## Птичја песма и музика
У музици је птичја песма утицала на композиције и музичаре на неколико начина: били су инспирисани птичијом песмом или намерно имитирали птичју песму у композицијама, као што су Вивалди и Бетовен и многи каснији композитори. Они су укључивали снимке птица у своје радове, као што је то учинио Оторино Респиги; или пак правили дуете са птицама, што су радили Беатрис Харисон и Дејвид Ротенберг. Детаљна анализа Холиса Тејлора о вокализацији месар птице доводи до реинкарнације проблема о птичјем језику као једној врсти музике. Слична моторичка ограничења у људској и птичјој песми могу довести до тога да и птице и људи имају сличне структуре песама, укључујући „структуре у облику лука и опадајуће мелодичне контуре у музичким фразама”, дугачке ноте на крајевима фраза и типично мале разлике у размаку између суседних нота, што се среће код птица с јако структурираном песмом, као што је краткокљуни пузић (Certhia familiaris).

## Птичја песма и поезија
Песма птица је популарна тема у поезији. Познати примери инспирисани птичјом песмом обухватају персијску песму из 1177. године, Конференција птица, у којој се све птице света састају са најмудријом птицом, пупавцем, да одлуче ко ће бити њихов краљ. Хјузова колекција поема из 1970. о птичјем карактеру вране сматра се његовим најбитнијим остварењем.